# Antoine Blaise Crousillat
Antoine Blaise Crousillat, född den 3 februari 1814 i Salon-de-Provence, död den 8 november 1899, var en provensalsk skald.
Han var känd som författare redan då Feliberförbundet bildades 1854 och han slöt sig då med iver till den nyprovensalska rörelsen. Han ingick som medlem i förbundet samt blev vid dess definitiva konstituering 1876 en av de femtio majoraux. Sin diktarbana började han i likhet med Roumanille som medarbetare i tidskriften Lou Bouiabaisso (Marseille 1844-46) och skrev sedan bland annat i det 1851 av Roumanille utgivna samlingsverket Li prouvencalo samt i Lon roumavagi deis troubaires, en samling av de till den för Feliberförbundets tillkomst viktiga diktarkongressen i Aix 1853 inlämnade och där upplästa skrifterna. Hans större arbeten utgörs av diktsamlingarna La bresco (1865; Honungskakan), Lei nadau (1881; Julsångerna) och L'eissame (1893; Svärmen). I Armana Prouvençau, felibrernas årskalender, publicerade han många dikter. Skicklig kännare av latinet, gav han även på detta språk vackra prov på sin skaldebegåvning.

## Fotnoter
1. 1 2  GeneaStar, GeneaStar person-ID: crousillata.[källa från Wikidata]
2. 1 2 3 4 5 6 7 8 9 10 11  Jean Fourié, Dictionnaire des auteurs de langue d'Oc de 1800 à nos jours, Feliberförbundet, 2009, s. 99, ISBN 978-2-9533591-0-7, läs online.[källa från Wikidata]